# Abbaye Saint-Michel de Gaillac
Pour les articles homonymes, voir Abbaye Saint-Michel et Saint-Michel.
L'abbaye Saint-Michel de Gaillac est une ancienne abbaye bénédictine, située dans le département français du Tarn. Aujourd'hui, elle est utilisée comme musée de l'abbaye et de la vigne et du vin, tandis que l'église Saint-Michel de Gaillac sert toujours de lieu de culte. Si l'église Saint-Michel est classée monument historique depuis 1840, les vestiges de l'abbaye ne sont inscrits à ce titre que depuis 1994, par arrêté du 3 février.

## Histoire

### Origine
L'abbaye Saint-Michel est fondée en 972, lorsque l'évêque d'Albi, Frotaire, confie un domaine à l'ordre des Bénédictins avec pour ordre d'y fonder une abbaye. Cette dernière est alors construite sur les rives du Tarn sur des terres qui avaient été auparavant occupées dans l'Antiquité par une villa gallo-romaine.

### Développement et âge d'or
Ce lieu est défriché et mis en valeur, d'abord avec des cultures vivrières puis rapidement la vigne déjà plantée par les Romains permet un essor important. Un port est créé sur le Tarn, permettant d'exporter le vin vers Bordeaux.
Cette abbaye est initialement sous l'influence de l'abbaye Saint-Pierre de Moissac, et donc indirectement celle de Cluny. Toutefois, en 1079, elle est rattachée à l'abbaye de la Chaise-Dieu, filiale de l'abbaye Saint-Géraud d'Aurillac. Un manuscrit du chant grégorien Graduale Albiense, arrivé au monastère peu avant cet événement, est un témoignage de ce rattachement, avec sa composition de livre.
Le domaine monacal est relativement épargné lors de la croisade des Albigeois par la politique de la terre brûlée contrairement aux possessions du comte Raymond VI de Toulouse. Dès le retour de la paix, le commerce du vin reprend. Ses revenus permettent une reconstruction partielle de l'abbaye en 1273. En 1524, elle est sécularisée, un chapitre de chanoine remplace la communauté, mais le titre abbatiale est conservé.

### Déclin
La guerre de Cent Ans puis l'épidémie de peste noire ruinent Gaillac : elle perd la moitié de sa population et le commerce du vin cesse. Néanmoins, ces désastres successifs ne sont pas les derniers, car entre 1562 et 1572, durant les guerres de Religion, la ville subit à plusieurs reprises des combats entre catholiques et protestants. Ces luttes s'achèvent en 1572, par un violent massacre de protestants. Ces derniers sont défenestrés depuis l'abbaye et achevés dans le Tarn par des bateliers.

### Second âge d'or
Après la sombre période des guerres de Religion, ainsi que les destructions attribuables aux huguenots, l'abbaye est reconstruite et redécorée entre 1570 et 1620. Avec le commerce du vin et l'essor de la culture du pastel, l'abbaye prospère à nouveau.

### Fin de l'époque ecclésiastique
Lors de la Révolution française, l'abbaye Saint-Michel et son domaine sont vendus comme bien nationaux par les révolutionnaires à la suite du décret des biens du clergé mis à la disposition de la Nation à partir de 1789.

### L'abbaye auXXIesiècle

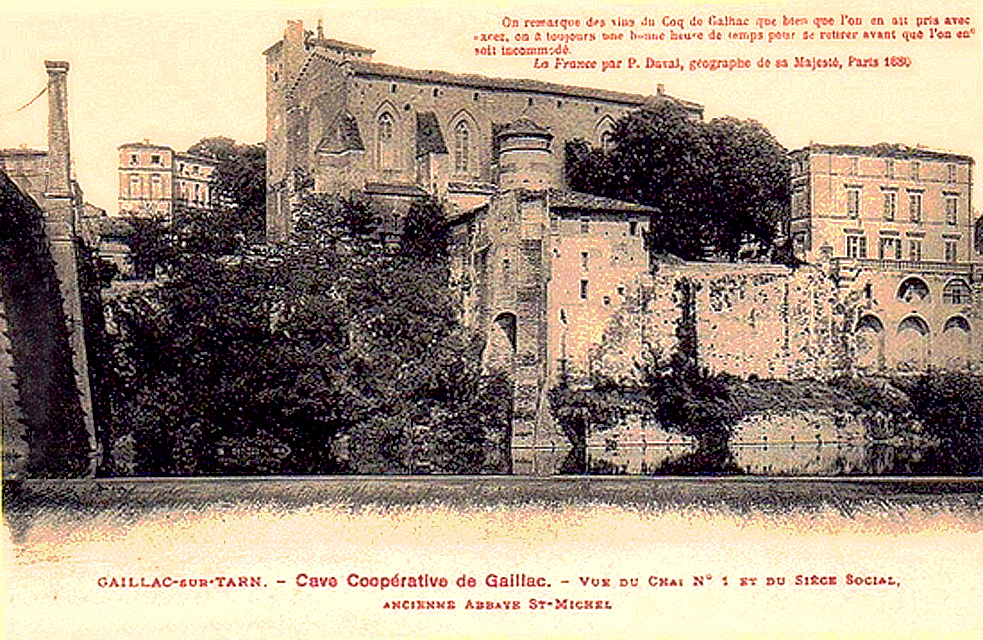
L'abbaye saint Michel à la fin du XIX.

L'ancienne église abbatiale, devenue l'église Saint-Michel de Gaillac, est le siège d'une des paroisses de Gaillac. À ses côtés, une simple cour matérialise l'emplacement de l'ancien cloître. Quant aux bâtiments de l'ancienne abbaye, ceux qui restent ont été restaurés récemment, en 1997. Ils abritent désormais le musée de l'abbaye, qui s'intéresse à l'archéologie, la navigation sur le Tarn, le vignoble, le compagnonnage, et les traditions et arts populaires. On y trouve aussi la maison des vins de gaillac, ainsi qu'un caveau de dégustation.

## Quelques abbés de Gaillac
- Robert Ier, occupait le siège abbatial lors de la consécration d'un autel que fit dans l'église Saint-Michel, Frotaire, évêque d'Albi, en 972. Il fut un des témoins en 987 de la donation faite par Pons comte d'Albi du monastère Vieux à l'église d'Albi[7].
- Bernard Ier, siégeait en 1130 et en 1133[8].
- Henri, assista au concile de Lombers en 1165.
- Raymond d’Apremont de Roquecorne, jusqu'en 1318 où le pape Jean XXII le nomme évêque du diocèse de Sarlat qu'il vient de créer[9].
- Jean-Bernard de Coriolis (1681-1752), chanoine d'Aix, abbé de Cruas, mort à Aix le 20 avril 1752.

## Galerie

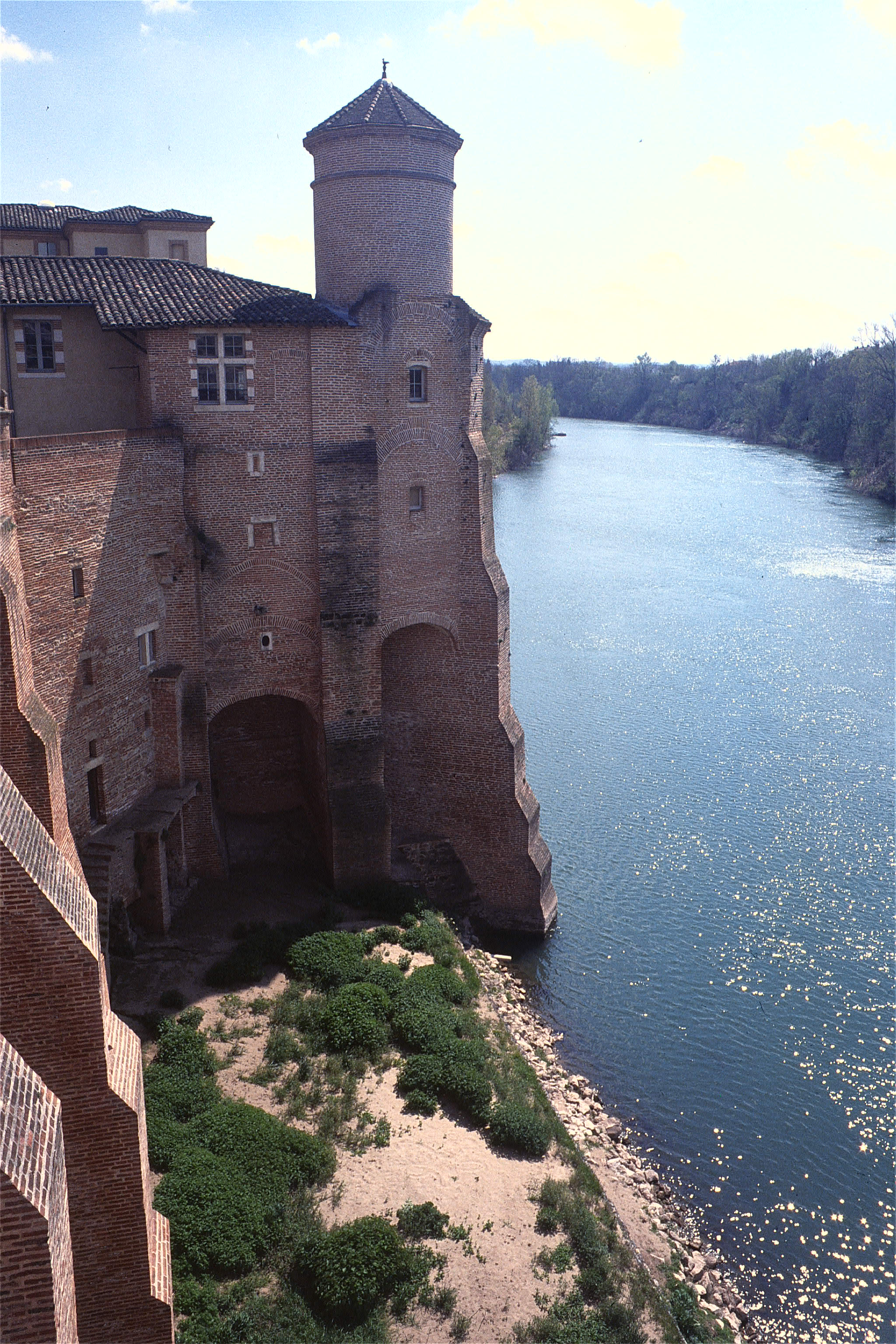
Une des tours de l'abbaye, surplombant le Tarn.
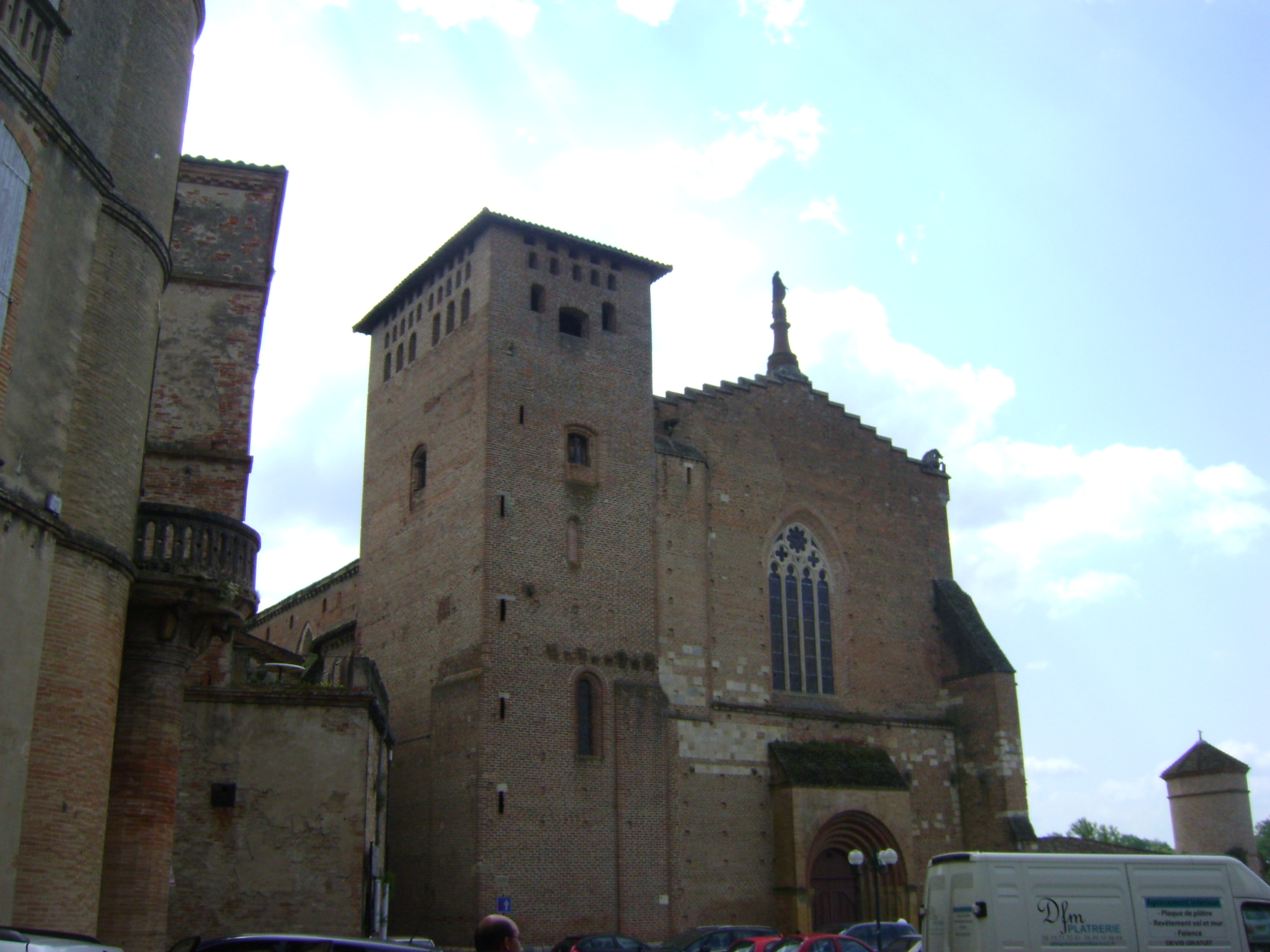
L'église Saint-Michel, ancienne église abbatiale de l'abbaye.
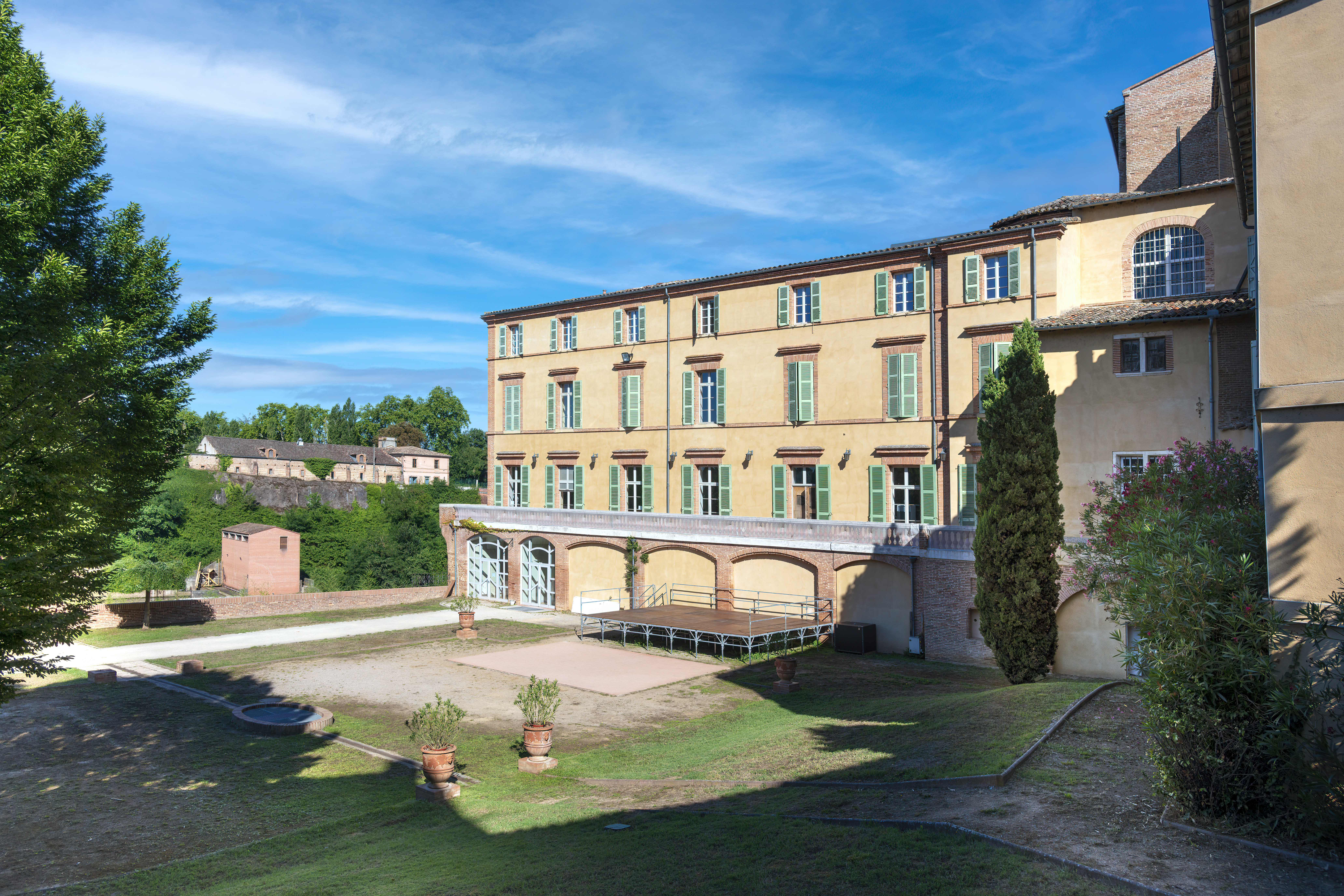
L'abbaye vue de la Rue de la Portanelle
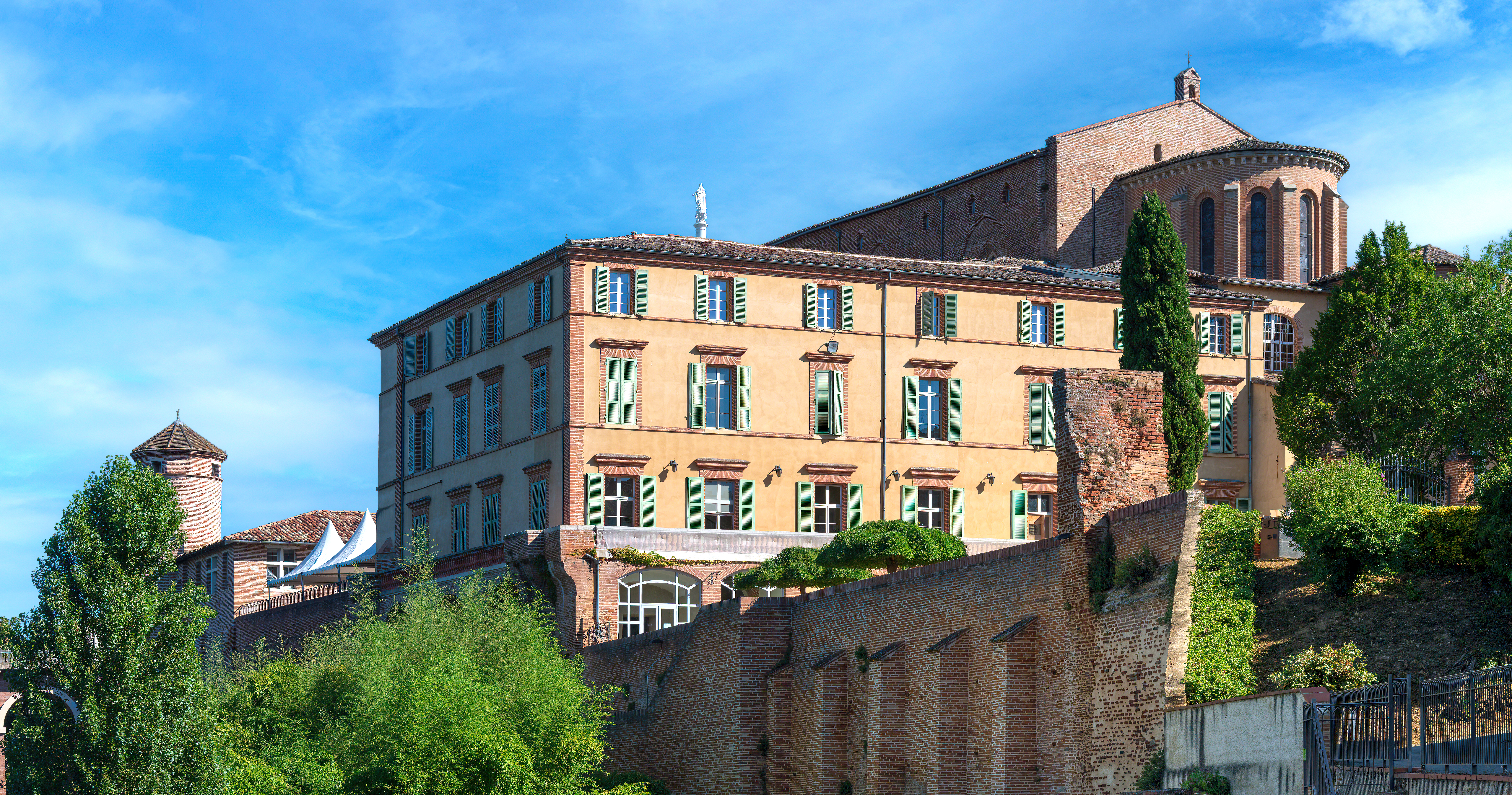
L'abbaye, exposition sud vue des berges du Tarn